# Anansi verkleedt zich als Amerikaan
Anansi verkleedt zich als Amerikaan is een van de titels die gegeven wordt aan een volksverhaal uit Suriname.

## Verhaal
De kippen en eenden van Ma Akoeba lopen op het erf en Anansi heeft zin in vlees. Anansi sluit in de haven van Paramaribo vriendschap met de kapitein van een Amerikaans schip. Hij vertelt thuis dat hij whisky met de kapitein heeft gedronken en hem heeft uitgenodigd. Ma Akoeba is boos, ze kent geen Engels. Anansi vertelt dat hij de kapitein heeft gezegd dat ze geweldig kan koken.
Anansi gaat op zoek naar whiskey en mevrouw Anansi is alleen als de kapitein arriveert. Ze is blij dat ze de kapitein toch kan verstaan, het Engels lijkt op Sranantongo. De Amerikaan eet alles op en vertrekt. Als Anansi thuis komt, hoort hij dat de kapitein een hele kip heeft opgegeten. Anansi zegt de volgende dag naar het schip te gaan om whiskey te halen, want in het hele land is dit niet te vinden. Als Ma Akoeba alleen is, staat de kapitein opnieuw voor de deur. Ma Akoeba maakt een eend klaar.
De volgende dag komt de kapitein, in werkelijkheid natuurlijk de verklede Anansi, opnieuw en vraagt meteen wat het waif gemaakt heeft. Ma Akoeba pakt haar tamarinde-zweep en Anansi roept dat hij geen Amerikaan is. Ma Akoeba wordt dan echt boos en slaat hem heel hard, zo lang tot zijn lichaam bijna breekt. Dit is nog altijd te zien aan de insnoering in het lichaam van de spin.

## Achtergronden
- Anansi heeft eigen opvattingen over eerlijkheid.
- Een anansi-tori mag niet op zondag verteld worden als er kerkdiensten bezig zijn en ook niet op klaarlichte dag, tenzij je een ooghaar uittrekt.
- Anansi was de zon zelf, daarom mag zijn naam niet worden uitgesproken als de zon schijnt.
- De anansi-tori zijn populair in sterfhuizen, op plechtige en vrolijke bijeenkomsten op de achtste dag na een begrafenis en op latere dodenherdenkingsfeesten.